# Gary Busey
Gary Busey (Baytown, 1944. június 29. –) amerikai színész. Termékeny karakterszínész, aki több mint 150 filmben szerepelt, köztük olyanokban, mint a Halálos fegyver, a Ragadozó 2., az Úszó erőd, A cég stb. Tévéfilmekben is szerepel, ezek közül legismertebb a Walker, a texasi kopó.

## Élete
1944. június 29-én született az Amerikai Egyesült Államokban, a Texas államban fekvő Goose Creekben. Az oklahomai Tulsában végezte középiskolai tanulmányait, majd sportszakra jelentkezett a Pittsburghi Egyetemre, ezután fordult az érdeklődése a színjátszás felé. Szórakoztatóipari pályáját egy kisebb zenekar dobosaként kezdte, majd apránként került egyre közelebb a filmezéshez. Első jelentős filmszerepét 1974-ben kapta meg a Villám és Fürgeláb (eredeti címén Thunderbolt and Lightfoot) című vígjátékban.

## Filmográfia

### Film
| Év   | Magyar cím                            | Eredeti cím                                                    | Szerep                        | Magyar hang                    |
| ---- | ------------------------------------- | -------------------------------------------------------------- | ----------------------------- | ------------------------------ |
| 1967 |                                       | The Love-Ins                                                   | hippi megafonnal              |                                |
| 1968 |                                       | Wild in the Streets                                            | koncertlátogató               |                                |
| 1970 |                                       | Didn't You Hear...                                             | James                         |                                |
| 1971 |                                       | Angels Hard as They Come                                       | Henry                         |                                |
| 1972 | Újra nyeregben a hét mesterlövész     | The Magnificent Seven Ride!                                    | Hank Allen                    |                                |
| 1972 |                                       | Dirty Little Billy                                             | Basil Crabtree                |                                |
| 1973 |                                       | Lolly-Madonna XXX                                              | Zeb                           |                                |
| 1973 |                                       | The Last American Hero                                         | Wayne Jackson                 |                                |
| 1973 |                                       | Hex                                                            | Giblets                       |                                |
| 1974 | Villám és Fürgeláb                    | Thunderbolt and Lightfoot                                      | Curly                         |                                |
| 1974 | Te és én                              | You and Me                                                     | önmaga                        |                                |
| 1976 | Rágógolyó futam                       | The Gumball Rally                                              | Gibson                        | Szokol Péter                   |
| 1976 | Csillag születik                      | A Star Is Born                                                 | Bobby Ritchie                 | Gyabronka József               |
| 1978 | Próbaidő                              | Straight Time                                                  | Willy Darrin                  | Ujlaki Dénes                   |
| 1978 | Buddy Holly története                 | The Buddy Holly Story                                          | Buddy                         | Szerednyey Béla                |
| 1978 | A nagy szerda                         | Big Wednesday                                                  | Leroy Smith                   | Rosta Sándor                   |
| 1980 |                                       | Carny                                                          | Frankie                       |                                |
| 1980 |                                       | Foolin' Around                                                 | Wes                           |                                |
| 1982 | Barbarosa                             | Barbarosa                                                      | Karl Westover                 | Csuja Imre                     |
| 1982 | Barbarosa                             | Barbarosa                                                      | Karl Westover                 | Háda János                     |
| 1983 | Simlis taxisok                        | D.C. Cab                                                       | Dell                          | Hankó Attila                   |
| 1984 |                                       | The Bear                                                       | Paul W. Bryant                |                                |
| 1985 | A színésznő és a relativitás          | Insignificance                                                 | futballista                   | Vass Gábor                     |
| 1985 | Stephen King: Ezüst pisztolygolyók    | Silver Bullet                                                  | Red bácsi                     | Ujlaki Dénes                   |
| 1986 | Magánháború                           | Let's Get Harry                                                | Jack                          | Haás Vander Péter              |
| 1986 | Tigrisszem                            | Eye of the Tiger                                               | Buck Matthews                 | Berzsenyi Zoltán (1. szinkron) |
| 1986 | Tigrisszem                            | Eye of the Tiger                                               | Buck Matthews                 | Varga Gábor (3. szinkron)      |
| 1987 | Halálos fegyver                       | Lethal Weapon                                                  | Jack Joshua                   | Csankó Zoltán                  |
| 1987 | Halálos fegyver                       | Lethal Weapon                                                  | Jack Joshua                   | Mihályi Győző                  |
| 1987 | Halálos fegyver                       | Lethal Weapon                                                  | Jack Joshua                   | Sinkovits-Vitay András         |
| 1988 | Golyófogó                             | Bulletproof                                                    | Frank McBain                  | Uri István                     |
| 1988 | Kalózakció                            | Act of Piracy                                                  | Ted Andrews                   | Csankó Zoltán                  |
| 1989 | Egy házban az ellenséggel             | Hider in the House                                             | Tom Sykes                     |                                |
| 1990 | Ragadozó 2.                           | Predator 2                                                     | Peter Keyes                   | Forgács Gábor                  |
| 1991 |                                       | My Heroes Have Always Been Cowboys                             | Clint                         |                                |
| 1991 | Holtpont                              | Point Break                                                    | Angelo Pappas FB-ügynök       | Reviczky Gábor                 |
| 1991 | Holtpont                              | Point Break                                                    | Angelo Pappas FB-ügynök       | Csankó Zoltán                  |
| 1992 | A játékos                             | The Player                                                     | Gary Busey                    |                                |
| 1992 |                                       | Canvas                                                         | Ozzy Decker                   |                                |
| 1992 | Úszó erőd                             | Under Siege                                                    | Peter Krill parancsnok        | Csuja Imre                     |
| 1993 | A cég                                 | The Firm                                                       | Eddie Lomax                   | Sörös Sándor                   |
| 1993 | Az év újonca                          | Rookie of the Year                                             | Chet Steadman                 | Barbinek Péter                 |
| 1993 | Éjféli hívás                          | South Beach                                                    | Lenny                         | Szabó Sipos Barnabás           |
| 1994 | Sztriptízgyilkos                      | Breaking Point                                                 | Dwight Meadows                | Dörner György                  |
| 1994 | Játssz a túlélésért                   | Surviving the Game                                             | Doc Hawkins                   | Rékasi Károly                  |
| 1994 | Díszkíséret                           | Chasers                                                        | Vince Banger őrmester         | Melis Gábor                    |
| 1994 | Mestercsapda                          | Warriors                                                       | Frank                         | Dörner György                  |
| 1994 | Halálugrás                            | Drop Zone                                                      | Ty Moncrief                   | Kárpáti Tibor                  |
| 1995 | A fegyveres férfi                     | Man with a Gun                                                 | Jack Rushton                  | Barbinek Péter                 |
| 1996 |                                       | Livers Ain't Cheap                                             | Foreman                       |                                |
| 1996 | Elsodorva                             | Carried Away                                                   | Nathan Wheeler őrmester       |                                |
| 1996 | Fekete bárány                         | Black Sheep                                                    | Drake Sabitch                 | Hankó Attila                   |
| 1996 | A bilincs szorításában                | The Chain                                                      | Frank Morrisey                | Haás Vander Péter              |
| 1996 | Csihi-puhi (Üsd és vágd)              | Sticks & Stones                                                | Book apja                     | Imre István                    |
| 1996 | Halálos örvény                        | Lethal Tender                                                  | Mr. Turner                    | Jakab Csaba                    |
| 1997 | Lost Highway – Útvesztőben            | Lost Highway                                                   | Bill Dayton                   | Kárpáti Tibor                  |
| 1997 | Szökevények                           | Plato's Run                                                    | Plato                         | Hankó Attila                   |
| 1997 | Acélcápák                             | Steel Sharks                                                   | Bill McKay parancsnok         | Hankó Attila                   |
| 1997 | Ölni a múltért                        | The Rage                                                       | Art Dacy                      | Bácskai János                  |
| 1997 | A gyanú                               | Suspicious Minds                                               | Vic Mulvey                    |                                |
| 1998 | Hanglenyomat                          | Rough Draft                                                    | Nelson Keece                  | Hankó Attila                   |
| 1998 | Félelem és reszketés Las Vegasban     | Fear and Loathing in Las Vegas                                 | országúti járőr               | Helyey László                  |
| 1998 | Kitérő                                | Detour                                                         | Mo Ginsburg                   |                                |
| 1998 | A katona                              | Soldier                                                        | Church                        | Csuja Imre                     |
| 1999 | Két gyilkos, egy áldozat              | Two Shades of Blue                                             | Jack Reynolds                 | Sörös Sándor                   |
| 1999 | Jacob kettő és a Maszkos Karom        | Jacob Two Two Meets the Hooded Fang                            | Maszkos Karom                 |                                |
| 1999 | A szállítmány                         | No Tomorrow                                                    | Noah                          | Jászai László                  |
| 2000 | A gyötrelem világa                    | Apocalypse III: Tribulation                                    | Tom Canboro                   | Csuja Imre                     |
| 2000 | Hot Boyz: A banda                     | Hot Boyz                                                       | Tully                         | Vass Gábor                     |
| 2000 | Piszkos zsaruk                        | Down 'n Dirty                                                  | Mickey Casey                  | Vass Gábor                     |
| 2000 |                                       | G-Men from Hell                                                | Langdon hadnagy               |                                |
| 2001 |                                       | A Crack in the Floor                                           | Tyler Trout                   |                                |
| 2002 | Jégtörők 2.                           | Slap Shot 2: Breaking the Ice                                  | Richmond Claremont            | Juhász György                  |
| 2002 |                                       | Sam & Janet                                                    | pultos                        |                                |
| 2002 |                                       | Glory Glory                                                    | Ben Tyler seriff              |                                |
| 2002 |                                       | On the Edge                                                    | Felix                         |                                |
| 2003 | Kutyául vagyok, de gyógyíttatom magam | Quigley                                                        | Archie Channing               |                                |
| 2003 |                                       | Welcome 2 Ibiza                                                | Cortez                        |                                |
| 2003 |                                       | Frost: Portrait of a Vampire                                   | Micah                         |                                |
| 2003 | A félelem városa                      | Ghost Rock                                                     | Jack Pickett                  |                                |
| 2003 |                                       | Scorched                                                       | Zeek                          |                                |
| 2003 |                                       | The Shadowlands                                                | Onticree                      |                                |
| 2003 |                                       | The Prize Fighter                                              | Whitey Ferguson               |                                |
| 2004 | Kölykök két keréken                   | Motocross Kids                                                 | Viper                         |                                |
| 2004 |                                       | Lexie                                                          | Mesdeg                        |                                |
| 2004 | Latin sárkány                         | Latin Dragon                                                   | Thorn                         | Vass Gábor                     |
| 2004 |                                       | El Padrino                                                     | Lars                          |                                |
| 2004 |                                       | Border Blues                                                   | Michael March                 |                                |
| 2005 |                                       | Shade of Pale                                                  | Billings                      |                                |
| 2005 |                                       | Buckaroo: The Movie                                            | Dr. Brawn                     |                                |
| 2005 | Gyilkos múlt                          | Chasing Ghosts                                                 | Marcos Alfiri                 | Kőszegi Ákos                   |
| 2005 |                                       | The Gingerdead Man                                             | Millard Findlemeyer           |                                |
| 2005 |                                       | Souled Out                                                     | Gabriel (The Angel)           |                                |
| 2005 |                                       | Overachievers                                                  | vak mester                    |                                |
| 2005 |                                       | No Rules                                                       | Leroy Little                  |                                |
| 2006 | Mell-bedobás                          | Cloud 9                                                        | Gary Busey                    | Berzsenyi Zoltán               |
| 2006 |                                       | Descansos                                                      | The Keeper                    |                                |
| 2006 | Farkasok völgye: Irak                 | Valley of the Wolves: Iraq                                     | doktor                        | eredeti nyelven                |
| 2006 | Dr. Dolittle 3.                       | Dr. Dolittle 3                                                 | Butch (hangja)                | Csuha Lajos                    |
| 2006 |                                       | Shut Up and Shoot!                                             | Bob Katz                      |                                |
| 2006 | Könnyű préda                          | Crooked                                                        | John Rouse                    |                                |
| 2006 | Látszólag könnyű                      | The Hard Easy                                                  | Vinnie                        |                                |
| 2007 |                                       | Succubus: Hell-Bent                                            | Sentinel                      |                                |
| 2007 |                                       | Lady Samurai                                                   | Chief Downs                   |                                |
| 2007 |                                       | Homo Erectus                                                   | Krutz                         |                                |
| 2007 |                                       | Blizhniy Boy: The Ultimate Fighter                             | Wizard                        |                                |
| 2007 |                                       | Chasing the Dream                                              | narrátor                      |                                |
| 2008 |                                       | Beyond the Ring                                                | Tony De Luca                  |                                |
| 2009 |                                       | Hallettsville                                                  | David Ketchum seriff          |                                |
| 2010 |                                       | Down and Distance                                              | Bo Vonarb                     |                                |
| 2011 |                                       | Guido                                                          | Steve Kaufman                 |                                |
| 2012 | Piranha 3DD                           | Piranha 3DD                                                    | Clayton                       | Koncz István                   |
| 2012 |                                       | Lizzie                                                         | Andrew Borden                 |                                |
| 2013 |                                       | Matt's Chance                                                  | Bill                          |                                |
| 2013 | Bérgyilkos hősök                      | Bounty Killer                                                  | Van Sterling                  |                                |
| 2014 |                                       | Confessions of a Womanizer                                     | Gary                          |                                |
| 2014 | Rossz kisfiú                          | Behaving Badly                                                 | Howard D. Lansing rendőrfőnök | Sörös Sándor                   |
| 2015 | Törtetők                              | Entourage                                                      | önmaga                        | Rosta Sándor                   |
| 2015 |                                       | Mansion of Blood                                               | Zacharia                      |                                |
| 2015 | Csajok bikiniben                      | Bikini Model Academy                                           | Seymour bácsi                 |                                |
| 2016 |                                       | Candiland                                                      | Arnie / Isten                 |                                |
| 2016 |                                       | Mamaboy                                                        | Dombrowski edző               |                                |
| 2016 |                                       | DaZe: Vol. Too (sic) - NonSeNse                                | Mr. Morris                    |                                |
| 2018 |                                       | Camp Manna                                                     | Jack Cujo Parrish             |                                |
| 2019 |                                       | Bunker of Blood: Chapter 8: Butcher's Bake Off: Hell's Kitchen | Millard Findlemeyer           |                                |

Egyéb filmek
| Év   | Eredeti cím                                               | Szerep      | Megjegyzések   |
| ---- | --------------------------------------------------------- | ----------- | -------------- |
| 1996 | One Clean Move                                            | Connie      | rövidfilm      |
| 2004 | Double Dare                                               | önmaga      | dokumentumfilm |
| 2005 | A Sight for Sore Eyes                                     | Earl Cooper | rövidfilm      |
| 2006 | Buy the Ticket, Take the Ride: Hunter S. Thompson on Film | önmaga      | dokumentumfilm |
| 2010 | Freaky Saturday Night Fever                               | Boyie       | rövidfilm      |
| 2011 | Jenny                                                     | Gary        | rövidfilm      |
| 2012 | Change of Heart                                           | filmsztár   | rövidfilm      |

### Televízió
Tévéfilmek
| Év   | Magyar cím                                     | Eredeti cím                            | Szerep                | Magyar hang          |
| ---- | ---------------------------------------------- | -------------------------------------- | --------------------- | -------------------- |
| 1973 |                                                | Blood Sport                            | David Lee Birdsong    |                      |
| 1974 |                                                | The Execution of Private Slovik        | Jimmy Feedek          |                      |
| 1974 |                                                | The Law                                | William Bright        |                      |
| 1986 |                                                | Half a Lifetime                        | Bart                  |                      |
| 1988 | Veszélyes élet                                 | A Dangerous Life                       | Tony O'Neil           | Gáti Oszkár          |
| 1989 | Las Vegas – A fények birodalma                 | The Neon Empire                        | Frank Weston          | Imre István          |
| 1991 |                                                | Wild Texas Wind                        | Justice Hayden Parker |                      |
| 1992 | Krómkommandó                                   | Chrome Soldiers                        | Jim 'Flash' Gordon    | Szabó Sipos Barnabás |
| 1997 |                                                | Hawaii Five-O                          | Jimmy Xavier Berk     |                      |
| 1998 | Tökéletes katona 2. – Újra fegyverben          | Universal Soldier II: Brothers in Arms | Otto Mazur            | Selmeczi Roland      |
| 1998 |                                                | The Girl Next Door                     | Larson seriff         |                      |
| 2000 | Rémálmaim Lolitája                             | Best Actress                           | Gary Busey            |                      |
| 2007 |                                                | Maneater                               | Grady Barnes          |                      |
| 2016 | Sharknado 4. – Az ébredő erő                   | Sharknado: The 4th Awakens             | Wilford               |                      |
| 2018 | Sharknado 6. – Az utolsó Sharknado: Végre vége | The Last Sharknado: It's About Time    | Wilford Wexler        |                      |

Sorozatok
| Év        | Magyar cím                          | Eredeti cím                                | Szerep                              | Megjegyzések                               |
| --------- | ----------------------------------- | ------------------------------------------ | ----------------------------------- | ------------------------------------------ |
| 1970      |                                     | The High Chaparral                         | Rafe                                | 1 epizód                                   |
| 1971      |                                     | Dan August                                 | hippi                               | 1 epizód                                   |
| 1971      |                                     | The Uncanny Film Festival and Camp Meeting | Teddy Jack Eddy                     |                                            |
| 1972      |                                     | Bonanza                                    | Henry Johnson                       | 1 epizód                                   |
| 1973      | Kung Fu                             | Kung Fu                                    | Josh                                | 1 epizód                                   |
| 1974–1975 |                                     | The Texas Wheelers                         | Truckie Wheeler                     | 8 epizód                                   |
| 1975      |                                     | Gunsmoke                                   | Harve Daley                         | 1 epizód                                   |
| 1975      |                                     | Baretta                                    | Puckett                             | 1 epizód                                   |
| 1985      |                                     | The Hitchhiker                             | Nolan Powers tiszteletes            | 1 epizód                                   |
| 1993      | Bukott angyalok                     | Fallen Angels                              | Buzz' Meeks                         | 1 epizód                                   |
| 1997      | Önkéntes lovasság                   | Rough Riders                               | Joseph Wheeler tábornok             | minisorozat (2 epizód)                     |
| 1999      | Walker, a texasi kopó               | Walker, Texas Ranger                       | Donovan Riggs                       | 1 epizód                                   |
| 1999      | Nyerő Hármas                        | Shasta McNasty                             | Jack                                | 1 epizód                                   |
| 2000      | Végtelen határok                    | The Outer Limits                           | Ezra Burnham                        | 1 epizód                                   |
| 2000      | Szoknyás fejvadász                  | The Huntress                               | Tommy Van Slyke                     | 1 epizód                                   |
| 2001      | Esküdt ellenségek                   | Law & Order                                | Tommy Vega                          | 1 epizód                                   |
| 2001      | Texas királyai                      | King of the Hill                           | Mad Dog (hangja)                    | 1 epizód                                   |
| 2003      |                                     | Russkie v Gorode Angelov                   | March                               | 3 epizód                                   |
| 2003      |                                     | I'm with Busey                             | önmaga                              | 13 epizód                                  |
| 2004      |                                     | Penn & Teller: Bullshit!                   | önmaga                              | 1 epizód                                   |
| 2004–2007 | Törtetők                            | Entourage                                  | önmaga                              | - 3 epizód - magyar hangja: - Rosta Sándor |
| 2005      | A Simpson család                    | The Simpsons                               | önmaga (hangja)                     | 1 epizód                                   |
| 2005      |                                     | Into the West                              | Johnny Fox                          | minisorozat (1 epizód)                     |
| 2005      |                                     | Yesenin                                    | Zinger                              | minisorozat (5 epizód)                     |
| 2005      |                                     | Celebrity Fit Club                         | önmaga                              | 8 epizód                                   |
| 2006      | Dokik                               | Scrubs                                     | önmaga                              | 2 epizód                                   |
| 2006      |                                     | Celebrity Paranormal Project               | önmaga                              | 9 epizód                                   |
| 2006      |                                     | Tom Goes to the Mayor                      | Red Harris edző (hangja)            | 1 epizód                                   |
| 2008      |                                     | The Cho Show                               | önmaga                              | 1 epizód                                   |
| 2008      |                                     | Celebrity Rehab with Dr. Drew              | önmaga                              | 9 epizód                                   |
| 2008–2012 |                                     | truTV Presents: World's Dumbest...         | önmaga                              | 23 epizód                                  |
| 2009      |                                     | Nite Tales: The Series                     | Army Man                            | 1 epizód                                   |
| 2011      |                                     | The Apprentice                             | önmaga                              | 24 epizód                                  |
| 2011      | Két pasi – meg egy kicsi            | Two and a Half Men                         | önmaga                              | 1 epizód                                   |
| 2012      |                                     | Celebrity Wife Swap                        | önmaga                              | 1 epizód                                   |
| 2012–2013 |                                     | Mr. Box Office                             | John Anderson                       | 4 epizód                                   |
| 2014      | Amerikai fater                      | American Dad!                              | önmaga (hangja)                     | 1 epizód                                   |
| 2014      |                                     | Celebrity Big Brother                      | önmaga                              | 26 epizód                                  |
| 2015      |                                     | Dancing with the Stars                     | önmaga                              | 6 epizód                                   |
| 2015      | Alkonyattól pirkadatig              | From Dusk till Dawn: The Series            | bányakutató                         | 1 epizód                                   |
| 2016      |                                     | The Mr. Peabody and Sherman Show           | Alternate Universe Peabody (hangja) | 1 epizód                                   |
| 2017–2018 | Impractical Jokers – Totál szívatás | Impractical Jokers                         | önmaga                              | 3 epizód                                   |
| 2020      |                                     | Gary Busey: Pet Judge                      | önmaga                              | 6 epizód                                   |
| 2021      | Shameless – Szégyentelenek          | Shameless                                  | Frank Gallagher apja                | 1 epizód                                   |